# مسابقه داستان‌نویسی گمانه‌زن
جایزهٔ هنر و ادبیات گمانه‌زن جایزه‌ای ادبی است که تا سال ۱۳۹۴ به فعالان عرصهٔ ادبیات علمی-تخیلی، فانتزی، وحشت در ایران داده می‌شد. این جایزه نخستین بار حول مسابقه داستان‌نویسی علمی‌تخیلی و فانتزی (در حال حاضر مسابقه داستان‌نویسی گمانه‌زن) شکل گرفت که اولین دورهٔ آن در زمستان ۱۳۸۴ برگزار شد. آکادمی برگزارکننده در خرداد ماه ۱۳۹۴ پس از هفت دوره برگزاری مسابقه با انتشار بیانیه‌ای رسماً انحلال مسابقه را اعلام کرد.
مسابقهٔ داستان‌نویسی گمانه‌زن مسابقه‌ای برای بهترین داستان علمی-تخیلی، فانتزی، وحشت است که به صورت مستقل در چهارچوب جایزه هنر و ادبیات گمانه‌زن برگزار می‌شد.

## تاریخچهٔ نامگذاری
این جایزه تا سال ۱۳۸۷ به نام «جایزهٔ ادبیات علمی‌تخیلی و فانتزی» برگزار می‌شد. در ساختار پیشین مراسم جایزه در تابستان هر سال برگزار می‌شد و نفرات برتر مسابقه داستان‌نویسی علمی‌تخیلی و فانتزی که در زمستان سال قبل برگزار می‌شد طی آن معرفی می‌شدند.
با توجه به تغییر ساختار جایزه در سال ۱۳۸۸ و استقلال جایزه از آکادمی فانتزی، هیئت سیاست‌گذاری آخرین دوره بر آن شد «جایزهٔ ادبیات علمی‌تخیلی و فانتزی» را در سال ۱۳۸۸ برگزار نکند تا زمینه برای برگزاری بهتر و سازمان‌یافته‌تر این مسابقه در قالب جدید «جایزهٔ هنر و ادبیات گمانه‌زن» فراهم شود.

## تاریخچه
چهار دورهٔ اول این مسابقه (۱۳۸۴ تا ۱۳۸۷) تحت نام «مسابقه داستان‌نویسی علمی‌تخیلی و فانتزی» توسط «آکادمی فانتزی» برگزار می‌شد. «مسابقه داستان‌نویسی علمی‌تخیلی و فانتزی» از سال ۱۳۸۹ با شمول ژانر وحشت در مجموعهٔ مورد پذیرش، به نام «مسابقه داستان‌نویسی گمانه‌زن» برگزار می‌شود.
اولین دورهٔ این مسابقه در زمستان ۱۳۸۴ برگزار شد. به نوشتهٔ وبگاه آکادمی فانتزی، گروه متولی آن وبگاه در راستای اهداف علمی-فرهنگی خود و حمایت از تولید محتوای پارسی‌زبان در این رسته از ادبیات اقدام به تأسیس این مسابقه کرد.

## شرایط معمول
۱- موضوع آثار آزاد است، اما باید حتماً در حیطهٔ داستان‌های فانتزی و علمی‌تخیلی یا به صورت تلفیقی از این دو نوشته شده باشد.
تبصرهٔ ۱: تعریف داستان فانتزی از نظر آکادمی فانتزی به این قرار است: اثری فانتزی است که حداقل یکی یا بیشتر از مضامین اصلی یک اثر فانتزی (جادو، ماوراءالطبیعه، نبرد سنتی خیر علیه شر و موجودات جادویی) را داشته باشد.
تبصرهٔ ۲: علمی‌تخیلی ژانری است که در آن به بررسی تأثیر نظرات علمی و پیشرفت علم و فناوری، طرح نظریه‌های علمی ثابت نشده و ارایهٔ پیش‌بینی‌هایی از آینده و پیشرفت آتی علم و فناوری در قالب داستان و نیز داستان سرایی دربارهٔ حیات فرازمینی و موجودات بیگانه پرداخته می‌شود.
۲- آثار نباید فن‌فیکشنی از داستان‌های دیگر باشد.
تبصره: فن‌فیکشن یا داستان نوشته شده توسط هوادارانِ یک اثر، یعنی استفاده تمام یا قسمتی از شخصیت‌ها، فضا و ماجرای یک اثر منتشر شدهٔ دیگر.
۳- هر اثر باید حداکثر پانزده هزار کلمه باشد. برای نگارش داستان‌ها حداقلی وجود ندارد، اما توجه فرمایید که آثار مینی‌مالیستی (چندکلمه‌ای) قابل قبول نیستند.
۴- آثار ارسالی تنها در قالب فایل doc مورد قبول هستند. دقت کنید که رعایت شیوه و اصول نگارش مطمئناً در ملاک سنجش هیئت‌داوران تأثیرگذار خواهد بود.
۵- هر نویسنده می‌تواند حداکثر تا پنج اثر خود را در مسابقه شرکت دهد.

## بخش‌های جایزه
اگر چه این جایزه حول مسابقه داستان‌نویسی علمی‌تخیلی و فانتزی شکل گرفته‌است، اما بخش‌های مختلفی در طول زمان به آن افزوده شده‌است.
1. معرفی داستان و نویسندهٔ برگزیدهٔ مسابقه داستان‌نویسی علمی‌تخیلی و فانتزی که سالانه برگزار می‌شود.
2. معرفی ناشر برتر ادبیات علمی‌تخیلی و فانتزی در سال گذشته.
3. معرفی مترجم برتر ادبیات علمی‌تخیلی و فانتزی در سال گذشته.
4. معرفی مروج برتر ادبیات علمی‌تخیلی و فانتزی در سال گذشته.
5. معرفی وبگاه هواداری برتر ادبیات علمی‌تخیلی و فانتزی در سال گذشته.

موارد ۲ تا ۴ با انتخاب هیئت داوران آکادمی فانتزی برگزیده شده و معیار معمولاً عناوین جدید کتاب‌های ارائه شده در نمایشگاه کتاب تهران در همان سال است. معیار انتخاب وبگاه برتر، فعالیت آن در دورهٔ یکساله در فاصلهٔ مراسم سالیانهٔ آکادمی فانتزی است.

## سابقهٔ برگزاری
مراسم این مسابقه همراه با جایزه ادبیات علمی‌تخیلی و فانتزی از سال ۱۳۸۴ برگزار شده‌است.

### ۱۳۸۴
مسابقه در زمستان ۱۳۸۴ برگزار شد. در نهایت ۲۷ داستان از ۲۳ نویسنده به دبیرخانهٔ مسابقه ارسال شد که تمام آثار در مسابقه شرکت داده شد و مورد داوری قرار گرفت. برگزیدگان سال ۱۳۸۴ به شرح زیر هستند:
1. در بخش نوآوری و سبک خاص داستانی، هیئت داوران هیچ داستانی را شایسته عنوان برتر و دریافت لوح تقدیر تشخیص نداد و فقط به تشخیص هیئت داوران، جایزه‌ای توسط خانم گیتا گرکانی (نویسنده و مترجم) به آقای «آرمان سلاح‌ورزی» برای داستان «در انتظار آینده» اهدا شد.
2. لوح تقدیر و جایزهٔ نویسندهٔ برتر توسط آقایان میرباقری (مدیر انتشارات تندیس) و لواسانی (نویسنده) به خانم «شیرین سادات صفوی» اهدا گردید.
3. لوح تقدیر و جایزهٔ داستان برتر توسط آقایان مدیا کاشیگر (نظریه‌پرداز، نویسنده و مترجم) و رضا علیزاده (منتقد و مترجم) برای داستان «او تنها بود» به آقای «محسن صادقی» تعلق یافت.

محمد حاج زمان، حسین شهرابی و مهدی مرعشی، اعضای تحریریه و از گردانندگان آکادمی فانتزی، هیئت داوران انتخاب داستان علمی‌تخیلی و فانتزی برگزیدهٔ سال ۱۳۸۴ را تشکیل داده بودند. مراسم اهدای جوایز این مسابقه ۱۱ خرداد ۱۳۸۵ در تالار بتهوون «خانهٔ هنرمندان ایران» برگزار شد.

### ۱۳۸۵
مسابقه در زمستان ۱۳۸۵ و بهار ۱۳۸۶ برگزار شد. در نهایت ۴۳ داستان از ۳۴ نویسنده به دبیرخانهٔ مسابقه ارسال شد که از این میان، بنا بر نظر کمیته منتخب آکادمی فانتزی جهت انتخاب داستان‌های نهایی، که اعضای آن را آقایان فرهاد آذرنوا، مهدی بنواری و محمد حاج زمان تشکیل می‌دادند، ۹ اثر به مرحلهٔ دوم راه یافت.
مدیا کاشیگر، رضا علیزاده، آرش حجازی، میترا الیاتیهیأت داوران انتخاب داستان علمی‌تخیلی و فانتزی برگزیدهٔ سال ۱۳۸۵ را تشکیل داده بودند. مراسم اهدای جوایز این مسابقه ۱ مرداد ۱۳۸۶ در تالار بتهوون «خانهٔ هنرمندان ایران» برگزار شد.
لوح تقدیر و جایزهٔ داستان برتر که نمونه‌ای از حلقه یگانه بود توسط آقای رضا سیدحسینی (نظریه‌پرداز، نویسنده و مترجم) و خانم میترا الیاتی برای داستان «نبرد نهایی» به آقای «محسن صادقی» تعلق یافت.
در این دوره دو بخش بهترین مترجم و بهترین ناشر به مسابقه افزوده شد. جوایز این دو بخش، در دو گونهٔ علمی-تخیلی و فانتزی به صورت مجزا اهدا شد. برگزیدگان سال ۱۳۸۵ به شرح زیر هستند:
1. لوح تقدیر بهترین مترجم داستان‌های علمی-تخیلی به پیمان اسماعیلیان خامنه اعطا شد.
2. لوح تقدیر بهترین مترجم داستان‌های فانتزی به رضا علیزاده اعطا شد.
3. لوح تقدیر بهترین ناشر داستان‌های علمی-تخیلی به انتشارات افق اعطا شد.
4. لوح تقدیر بهترین ناشر داستان‌های فانتزی به انتشارات کتابسرای تندیس اعطا شد.

مراسم اهدای جوایز این مسابقه ۱ مرداد ۱۳۸۶ در تالار بتهوون «خانهٔ هنرمندان ایران» برگزار شد.

### ۱۳۸۶
مسابقه در زمستان ۱۳۸۶ و بهار ۱۳۸۷ برگزار شد. در نهایت ۱۱۲ داستان به دبیرخانهٔ مسابقه ارسال شد که از این میان، بنا بر نظر کمیته منتخب آکادمی فانتزی جهت انتخاب داستان‌های نهایی، که اعضای آن را آقایان مهدی بنواری، آرمان سلاح ورزی و محسن صادقی تشکیل می‌دادند، ۲۰ اثر به مرحلهٔ دوم راه یافت.
مدیا کاشیگر، امید روحانی، میترا الیاتی هیئت داوران انتخاب داستان علمی-تخیلی و فانتزی برگزیدهٔ سال ۱۳۸۶ را تشکیل داده بودند. مراسم اهدای جوایز این مسابقه ۲۸ مرداد ۱۳۸۷ در سالن همایش‌های «سرای اهل قلم» برگزار شد.
هیئت داوران مرحلهٔ دوم جایزهٔ «بهترین داستان کوتاه علمی‌تخیلی و فانتزی» و تندیس مسابقه را به داستان «بهشت گمشده» نوشتهٔ «محمد حاج زمان» تقدیم کرد. تندیس توسط عضو هیئت داوران مرحلهٔ دوم، مدیا کاشیگر تقدیم شد.
دومین تندیس مسابقه با انتخاب گردانندگان آکادمی فانتزی توسط مدیا کاشیگر به «فرهاد آذرنوا» به عنوان «شخص مؤثر در ادبیات ع.ت.ف. ایران» تقدیم شد.
بنا بر نظر دبیرخانهٔ مسابقه، با توجه به روند برگزاری مسابقه که آثار علمی‌تخیلی و فانتزی را در کنار هم مورد داوری و انتخاب قرار می‌دهد، مقرر شد که از این پس انتخاب مترجم و ناشر برگزیده در دو گونهٔ علمی-تخیلی و فانتزی نیز ادغام و برگزیدگان تحت عنوان مترجم و ناشر برگزیده ادبیات علمی-تخیلی و فانتزی معرفی شوند. همچنین از این دوره از مسابقه، بخش جدیدی با عنوان «مروج علمی-تخیلی و فانتزی برگزیده سال» به مسابقه افزوده شد.
1. لوح تقدیر بهترین مترجم داستان‌های علمی-تخیلی و فانتزی توسط پیمان اسماعیلیان به خاطر ترجمهٔ نیروی اهریمنی‌اش به فرزاد فربد تقدیم شد.
2. لوح تقدیر بهترین ناشر داستان‌های علمی-تخیلی و فانتزی به خاطر نشر نیروی اهریمنی‌اش و سه‌گانهٔ سه‌پایه‌ها به نشر پنجره تقدیم شد.
3. لوح تقدیر برترین مروج علمی-تخیلی و فانتزی به مجلهٔ اطلاعات علمی تقدیم شد.

مراسم اهدای جوایز این مسابقه ۲۸ مرداد ۱۳۸۷ در سالن همایش‌های «سرای اهل قلم» برگزار شد.

### ۱۳۸۷
مسابقه در زمستان ۱۳۸۷ و بهار ۱۳۸۸ برگزار شد. در نهایت ۱۰۱ داستان از ۵۳ نویسنده به دبیرخانهٔ مسابقه ارسال شد و پس از فرم‌بندی در قالب یکسان و استاندارد دبیرخانه، بدون نام نویسنده در اختیار کمیتهٔ بررسی و انتخاب داستان‌ها قرار گرفت و در نهایت ۱۳ داستان برگزیده برای داوری نهایی انتخاب شد.
«علیرضا فتوحی سیاه پیرانی» به خاطر خلق داستان «بدون عنوان» به عنوان «نویسندهٔ علمی‌تخیلی و فانتزی برگزیدهٔ سال ۱۳۸۷» معرفی شد. تندیس نویسندهٔ برتر را «میترا الیاتی»، نویسنده و منتقد ادبی به آقای فتوحی اهدا کرد.
مدیا کاشیگر، امید روحانی، مهدی یزدانی خرم، میترا الیاتی، مهدی بنواری، امیر سپهرام، آرمان سلاح‌ورزی هیئت داوران انتخاب داستان علمی‌تخیلی و فانتزی برگزیدهٔ سال ۱۳۸۷ را تشکیل داده بودند. مراسم اهدای جوایز این مسابقه ۲۸ مرداد ۱۳۸۸ در سالن همایش‌های «سرای اهل قلم» برگزار شد.
بخش انتخاب «وبگاه هواداری برتر» در حوزهٔ علمی-تخیلی و فانتزی از این دوره و با تغییر نام از مسابقه به جایزهٔ ادبیات علمی-تخیلی و فانتزی به این جایزه اضافه شد.
۱. مدیا کاشیگر، نویسنده، منتقد ادبی و مترجم، لوح یادبود «یک عمر فعالیت در زمینهٔ ترجمه آثار تراز اول علمی-تخیلی و فانتزی» را به آقای «علی اصغر بهرامی» اهدا کرد. آکادمی فانتزی برای ترجمهٔ عالی آثار مهمی همون «برج» اثر جی. جی. بالارد و «سلاخ‌خانهٔ شمارهٔ پنج»، «گهوارهٔ گربه»، «شب مادر» و «مجمع الجزایر گالاپاگوس» اثر کرت فونه‌گوت، آقای بهرامی را شایستهٔ تقدیر فراوان دانست و لوح تقدیر «مترجم علمی-تخیلی و فانتزی برگزیده سال ۱۳۸۷» را به خاطر مجموعه تلاش‌هایشان به ایشان اهدا کرد.

۲. لوح یادبود «ناشر علمی‌تخیلی و فانتزی برگزیدهٔ سال ۱۳۸۷»، توسط آقای رضا علیزاده، مترجم نام آشنای فانتزی، به دلیل نشر و معرفی کتاب‌های تراز اول کلاسیک ژانر فانتزی و چاپ دو کتاب نفیس فانتزی به «انتشارات روزنه» اهدا شد.

۳. آکادمی فانتزی هیچ فرد یا گروهی را به عنوان «مروج علمی-تخیلی و فانتزی برگزیده سال ۱۳۸۷» معرفی نکرد، اما به آقای «ایرج فاضل بخششی» به عنوان فردی که به گزارش اقلیت، در آینده به عنوان مروج برتر شناخته خواهد شد، لوح تقدیر اهدا کرد. همچنین لوح یادبود «فرد مؤثر ادبیات علمی-تخیلی و فانتزی در سال ۱۳۸۷»، برای تلاش در زمینهٔ ترجمهٔ آثار درجه اول علمی-تخیلی و فانتزی به زبان انگلیسی و شناساندن توانمندی‌های فارسی‌زبانان در این حوزه به غیرفارسی‌زبانان، به آقای امیر سپهرام اهدا شد. لوح‌های یادبود این بخش را آقایان مهرداد تویسرکانی و پیمان اسماعیلیان، مترجم آثار علمی-تخیلی و فانتزی به برندگان اهدا کردند.

۴. آقای فرهاد آذرنوا، مؤسس آکادمی فانتزی لوح یادبود «وبگاه هواداری برتر در حوزهٔ علمی-تخیلی و فانتزی» را به آقای آرش خلج، نمایندهٔ مدیر وبگاه نوقلم، آقای نیما کهندانی اهدا کرد.
مراسم اهدای جوایز این مسابقه ۲۸ مرداد ۱۳۸۸ در سالن همایش‌های «سرای اهل قلم» برگزار شد.

### ۱۳۸۸
با توجه به تغییر ساختار جایزه در سال ۱۳۸۸ و استقلال جایزه از آکادمی فانتزی، هیئت سیاست‌گذاری آخرین دوره بر آن شد «جایزه ادبیات علمی‌تخیلی و فانتزی» را در سال ۱۳۸۸ برگزار نکند تا زمینه برای برگزاری بهتر و سازمان‌یافته‌تر این مسابقه در قالب جدید «جایزه هنر و ادبیات گمانه‌زن» فراهم شود.
با توجه به تغییر ساختار جایزه، شمول ژانر وحشت در آن و اعلام استقلال آن از آکادمی فانتزی، هیئت سیاست‌گذاری آخرین دوره بر آن شد جایزه ادبیات علمی‌تخیلی و فانتزی (و در نتیجه، مسابقه داستان‌نویسی) را در سال ۱۳۸۸ برگزار نکند تا زمینه برای برگزاری بهتر و سازمان‌یافته‌تر این مسابقه با نام تازهٔ «مسابقه داستان‌نویسی گمانه‌زن» در قالب جدید «جایزه هنر و ادبیات گمانه‌زن» فراهم شود.

### ۱۳۸۹
فراخوان دریافت آثار بخش مسابقه داستان‌نویسی گمانه‌زن از یکم شهریور ۱۳۸۹ آغاز شد و تا یکم آبان ادامه داشت. بنا بر گزارش محمد حاج زمان، دبیر جایزه، در نهایت ۱۴۵ داستان از ۸۱ نویسنده به دبیرخانهٔ جایزه ارسال شد که پس از فرم‌بندی در قالب یکسان و استاندارد دبیرخانه، بدون نام نویسنده در اختیار کمیتهٔ بررسی و انتخاب داستان‌ها قرار گرفت و در نهایت ۱۴ داستان برگزیده برای داوری نهایی انتخاب شد. ویدا اسلامیه، شهرام اقبال زاده، مهدی بنواری، علی اصغر بهرامی، احسان رضایی، امیر سپهرام، حمیدرضا صدر، رضا علیزاده، پیمان قاسم‌خانی، مهدی یزدانی خرم هیئت داوران انتخاب داستان گمانه‌زن برگزیدهٔ سال ۱۳۸۹ را تشکیل داده بودند.
۱. از میان نامزدهای دریافت تندیس نویسندهٔ برگزیدهٔ مسابقهٔ داستان‌نویسی؛
- کبری التج (توهم)
- رضا پوردیان (رادیو واقعیت)
- شیرین سادات صفوی (جارودستی)
- بهزاد قدیمی (پاره‌پاره وجودم)

آقای «بهزاد قدیمی» به خاطر خلق داستان «پاره‌پاره وجودم» به عنوان «نویسندهٔ برتر ادبیات گمانه‌زن سال ۱۳۸۹» معرفی شد. تندیس نویسندهٔ برتر را آقای «حمیدرضا صدر»، استاد دانشگاه، روزنامه‌نگار، منتقد سینما به نمایندهٔ آقای قدیمی اهدا کرد.
۲. از میان نامزدهای دریافت لوح یادبود مترجم برگزیدهٔ سال؛
- مهرداد بازیاری (گل‌هایی به یاد الجرنون / دنیل کیز / نشر معین)
- ندا شادنظر (هفت‌تیرکش / استیون کینگ / نشر افراز)
- رضا علیزاده (آونگ فوکو / امبرتو اکو / نشر روزنه)
- گیتا گرکانی (دروازهٔ کلاغ / آنتونی هورویتس / کتابسرای تندیس)
- مجتبی ویسی (ابداع مورل / آدولفو بیوئی کاسارس / نشر ثالث)

لوح یادبود «مترجم برتر ادبیات گمانه‌زن سال ۱۳۸۹ خورشیدی» را آقای «فرزاد فربد»، مترجم برگزیدهٔ سومین دورهٔ جایزه به آقای «مهرداد بازیاری» اهدا کرد.
۳. از میان نامزدهای دریافت لوح یادبود ناشر برگزیدهٔ سال؛
- نشر افراز
- نشر افق
- کتابسرای تندیس
- انتشارات قدیانی

انتشارات قدیانی به عنوان ناشر برگزیده، لوح یادبود «ناشر برتر ادبیات گمانه‌زن سال ۱۳۸۹ خورشیدی» را به دست آورد. لوح یادبود ناشر برتر را آقای «محمد یراقچی»، مدیر نشر کتاب پنجره -ناشر برگزیدهٔ سومین دورهٔ جایزه- به نمایندهٔ انتشارات قدیانی اهدا کرد.
۴. از میان نامزدهای دریافت لوح یادبود مروج برگزیدهٔ سال؛
- نادر قدیانی
- مجله شگفت‌زار
- فریبا معزی
- نشر آریانگار
- نشر افراز

لوح یادبود «مروج برتر ادبیات گمانه‌زن سال ۱۳۸۹ خورشیدی» به دلیل تلاش نظام‌مند در معرفی گونهٔ وحشت و ارائه درخور آثار استیون کینگ، به نشر افراز اهدا شد. نمایندهٔ نشر افراز لوح یادبود خود را از دست آقای «فرهاد آذرنوا»، مؤسس آکادمی فانتزی و دریافت‌کنندهٔ تندیس شخص مؤثر در ادبیات ع.ت.ف. ایران در سال ۱۳۸۶ دریافت کرد.
مراسم اهدای جوایز پنجمین دورهٔ جایزه، ۴ آبان ۱۳۹۰ در محل ایوان شمس برگزار شد.

## دیگر نام‌ها
هر چند این مسابقه با عنوان اصلی «مسابقه داستان‌نویسی علمی-تخیلی و فانتزی» شکل گرفت، اما در بین طرفداران با نام‌های «مسابقه بهترین داستان کوتاه علمی-تخیلی و فانتزی»، «مسابقه بهترین داستان ع.ت. ف» و «مسابقه داستانی‌نویسی ع.ت. ف» نیز شناخته می‌شد. از سال ۱۳۸۹ این مسابقه به نام رسمی «مسابقه داستان‌نویسی گمانه‌زن» شناخته می‌شود.